# Black Sail Pass

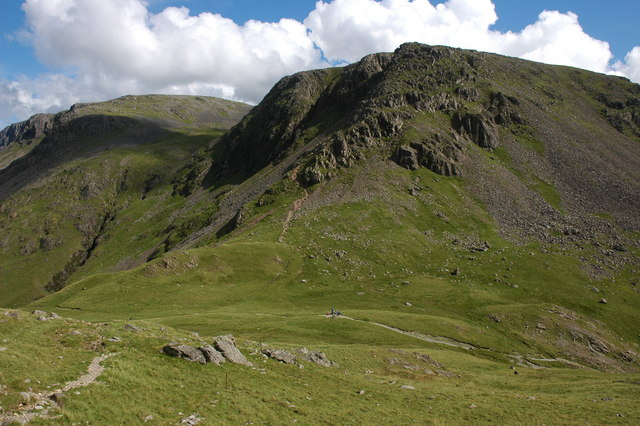
Auf der Passhöhe, Blick zum Kirk Fell

Der Black Sail Pass ist ein Gebirgspass im Lake District, Cumbria, England. 
Der Pass wird nur von einem Saumpfad überquert und ist damit ausschließlich zu Fuß, per Reittier oder Mountainbike erreichbar. Er verbindet Wasdale im Süden mit Ennerdale im Norden und wird vom Pillar im Westen und vom Kirk Fell im Osten begrenzt.
Der Gatherstone Beck entspringt an der Südseite des Passes. Nördlich fließt Sail Beck dem River Liza zu.